# Kawaikute Gomen
Kawaikute Gomen (可愛くてごめん) ist ein Lied des japanischen Musikprojektes HoneyWorks, welches am 21. November 2022 auf digitaler Ebene veröffentlicht wurde.
Bei dem Stück handelt es sich um ein J-Pop-Lied und einen Charaktersong des fiktiven Charakters Chu-tan aus dem Medienfranchise Kokuhaku Jikkō Iinkai: Ren'ai Series. Als Sängerin ist die Synchronsprecherin Saori Hayami zu hören, die in dem Franchise besagtem Charakter ihre Stimme leiht.
Das Lied avancierte vor allem auf der Plattform TikTok zu einem Medienhype, was dazu führte, dass das Lied eine große Popularität erreichen konnte. Es brachte zahlreiche Coverversionen verschiedenster Virtual YouTuber und Musiker hervor.

## Hintergrund und Veröffentlichung
Kawaikute Gomen wurde von shito geschrieben und komponiert. Das Lied ist in der Tonart D-Dur geschrieben, weist ein Tempo von 160 BpM und eine Spielzeit von drei Minuten und 41 Sekunden auf.
Eine Version des Liedes, in der die Utaite Capi (かぴ) zu hören ist, wurde vorab am 13. August 2022 auf dem Dōjin-Album Kokuhaku Jikkō Iinkai – FLYING SONGS – Koi shiteru veröffentlicht, welches unter anderem auf der Comiket 100 verkauft wurde. Die offizielle Version mit dem Gesang von Saori Hayami folgte am 21. November gleichen Jahres. Diese Version des Liedes ist auf der 2023 veröffentlichten Kompilation Ne, Sukitte Itaiyo. ~Kokuhaku Jikko Iinkai Character Song Collection~ zu finden.
Das dazugehörige Musikvideo zeigt den fiktiven Charakter Chizuru Nakamura alias „Chu-tan“ aus dem Medienfranchise Kokuhaku Jikkō Iinkai: Ren'ai Series, welche ein Fan des Idol-Duos Lip × Lip ist, unter anderem bei ihren Fanaktivitäten.
Die Melodie des Liedes wird als fröhlich beschrieben, wobei der Liedtext einen für HoneyWorks typischen Inhalt aufweist. Das Lied beschreibt auf einer ironischen Art das starke Selbstvertrauen des Charakters „Chu-tan“.

## Erfolg
Das Lied wurde lediglich auf digitaler Ebene als Musikdownload und als Musikstream veröffentlicht, weswegen das Stück in den offiziellen Singlecharts von Oricon nicht chartberechtigt ist.
Stattdessen stieg Kawaikute Gomen in den japanischen YouTube-Charts von Oricon ein und erreichte mit dem ersten Platz seine Höchstposition. In den von Billboard Japan ermittelten TikTok-Charts landete das Lied ebenfalls auf Platz eins und konnte die Spitzenposition auch in den Halbjahrescharts behaupten. Das Werk avancierte vor allem auf der Social-Media-Plattform TikTok zu einem Internetphänomen und brachte zahlreiche Tanzvideos hervor, wobei auch koreanische und japanische Idols im Zuge einer Internetchallenge eigene Beiträge veröffentlichten.

## Coverversionen
Eine Coverversion durch die japanische Idol-Gruppe Takane no Nadeshiko wurde noch am Tag der Veröffentlichung des musikalischen Originals auf YouTube veröffentlicht.
Am 23. September 2023 veröffentlichte die Talentagentur Hololive ein Musikvideo, in welchem zehn virtuelle YouTuber der Agentur das Lied coverten. Einen Tag später wurde diese Coverversion auf digitaler Ebene auf den Markt gebracht. Zuvor hatte die zu Hololive gehörende virtuelle YouTuberin Mori Calliope bereits eine eigene Coverversion des Liedes veröffentlicht.
Am 29. August 2023 wurde das Lied zum Smartphone-Spiel World Dai Star: Stellarium hinzugefügt. Auch im Rhythmusspiel BanG Dream! Girls Band Party! ist das Lied spielbar. In diesem Spiel wird das Stück von Pastel*Palettes gespielt. Das Stück ist auch im Spiel The Idolmaster Cinderella Girls: Starlight Stage spielbar, wo es von Ayana Taketatsu als Sachiko Koshimizu gesungen wurde.
Die japanische Jazz-Saxophonistin Yucco Miller veröffentlichte zunächst eine Coverversion des Liedes auf YouTube. Dieses wurde später auf ihrem Album Ambivalent eingespielt, welches am 1. November 2023 veröffentlicht wurde. Die japanische Popsängerin Ado coverte das Lied ebenfalls und veröffentlichte ihre Version auf ihrem Coveralbum Ado no Utattemita, welches am 13. Dezember 2023 veröffentlicht wurde.
Sumire Uesaka coverte das Lied in ihrer Sprechrolle Alisa Mikhailnova Kujō. Diese Coverversion ist in der Abspannsequenze der zweiten Episode der Anime-Fernsehserie Alya flüstert mir auf Russisch süße Worte zu zu hören.

## Auszeichnungen und Nominierungen
Das Lied wurde im Mai 2024 mit dem Silberpreis, welcher im Rahmen des JASRAC Awards für die kommerziell zweiterfolgreichste Komposition in Japan vergeben wird, bedacht.